# Puk Scharbau
Puk Scharbau (Søborg (Gladsaxe), 6 mei 1969) is een Deense actrice en stemactrice.

## Biografie
Scharbau studeerde in 1993 af van de acteercursus aan de Odense Theatre in Odense, later haalde zij haar diploma in mediawetenschappen en retorica. In de zomers van 1991 tot en met 1993 leerde zij de suzukimethode van de Japanse regisseur Tadashi Suzuki, zij is nu geclassificeerd om deze methode te onderwijzen.
Scharbau begon in 1995 met acteren in de film Kun en pige, waarna zij nog meerdere rollen speelde in films en televisieseries.
Scharbau startte in 2002 het bedrijf Actors Inc. op en werkt daar als communicatieadviseur.

## Filmografie

### Films
Uitgezonderd korte films.
- 2011 Jensen & Jensen - als Pædagog / Dronning Mary / Brunetta (stemmen)
- 2010 Sandheden om mænd - als tv spreekster (stem)
- 2009 Vølvens forbandelse - als Louise
- 2008 Rejsen til Saturn - als Tysk Bonde Pige (stem)
- 2008 Frygtelig lykkelig - als Hannes Stemme (stem)
- 2006 Tændsats - als Liv
- 2005 Unge Andersen - als Fru Meisling
- 1998 Afmagt - als Ellen
- 1998 Majoren - als Kirsten
- 1998 Albert - las Egons mor
- 1998 Skyggen - als Miauv
- 1995 Kun en pige - als Lise

### Televisieseries
Uitgezonderd eenmalige gastrollen.
- 2022 The Sommerdahl Murders - als Lotte Aagaard - 2 afl.
- 2011-2013 The Bridge - als Mette Rohde - 19 afl.
- 2009 Forbrydelsen - als advocate - 2 afl.
- 2008 Mikkel og guldkortet - als Nødhjælpsdame - 2 afl.
- 2007 2900 Happiness - als Mannon - 2 afl.
- 2004 Forsvar - als Liselotte Christensen - 3 afl.
- 1999 Taxa - als Lulu - 2 afl.
- 1997 Bryggeren - als Nanna Rygaard - 2 afl.

- Bibliothèque nationale de France: cb14498947b (data)
- International Standard Name Identifier: 0000 0000 0143 1612
- Virtual International Authority File: 74082388